# Riboza
Riboza je monosaharid s kemijsko formulo C5H10O5 (strukturna formula je H-(C=O)-(CHOH)4-H, vse tri OH-skupine so na isti strani molekule). Ker vsebuje 5 ogljikovih atomov, se prišteva med pentoze. 

## Enantiomera
D-izomer je sestavina ribonukleinskih kislin, nekaterih koencimov, vitamina B12 in različnih glikozidov. L-riboza je sintetična spojina, ki se ne nahaja v naravi in je predmet omejenega zanimanja.

## Zgodovina
D-ribozo je leta 1891 prvi opisal Emil Fischer. Gre za enantiomerno obliko D-arabinoze (na atomu C'-2) in tudi ime riboza je nastalo iz premetanja črk besede arabinoza.

## Zgradba
Riboza je aldopentoza, kar pomeni, da gre za monosaharid, sestavljen iz 5 ogljikovih atomov in da je v neciklični obliki na enem koncu molekule aldehidna funkcionalna skupina. Glede na dogovorjeno oštevilčevanje monosaharidov so ogljikovi atomi opredeljeni od C1' (C v aldehidni skupini) do C5'. Deoksiriboza, ki se nahaja v DNK, se od riboze razlikuje v tem, da ima na mestu C2' nameto OH-skupine vodikov atom.
Kot številni drugi monosaharidi se riboza v vodni raztopini nahaja tako v linearni obliki H-(C=O)-(CHOH)4-H kot v obeh možnih cikličnih oblikah: kot ribofuranoza ("C3'-endo") s 5-členskim obročem  ali kot ribopiranoza ("C2'-endo") s 6-členskim obročem.  Prevladuje ribofuranozna oblika.
D oziroma  L v imenu se nanašata na kiralni ogljikov atom, ki je najbolj oddaljen od aldehidne skupine, torej C4'. Pri D-ribozi ima ta ogljikov atom, kot velja za vse D-sladkorje, enako konfiguracijo kot v D-gliceraldehidu.

## Fosforilacija
V celici se mora D-riboza fosforilirati, preden se lahko uporabi. Encim, ki omogoči pretvorbo D-riboze v D-ribozo 5-fosfat, se imenuje ribokinaza. Po pretvorbi se lahko D-riboza 5-fosfat uporabi za proizvodnjo aminokislina|aminokislin triptofan in histidin ali pa vstopi v  pentozafosfatno pot. 